# Maruja Ycardo Agulló
Maruja Ycardo Agulló (Elda, 24 de febrer de 1935 - Elda, 14 de maig de 2019) és una poetessa valenciana.
Publicà el primer poemari als quinze anys, i també publicà als llibres de festes. A partir de la dècada del 2000 comença a publicar llibres, i el 2021 l'Ajuntament d'Elda li dedica un carrer.